# Krchleby (Pardubice)
Krchleby jsou zaniklou vsí, dnes součástí Lánů na Důlku, místní části Pardubic.
Existence vsi Krchleby spolu s již zaniklou stejnojmennou tvrzí, ke které patřila, je známa od čtrnáctého století. Nacházela se mezi Lány na Důlku a Srnojedy podél Podolského potoka nedaleko jeho soutoku s Labem mezi třemi dnes již zaniklými rybníky. V roce 1843 měly Krchleby osm domů a 62 obyvatel. Ves postupně splynula s nedalekými Lány a stala se jejich východní částí. Název je dosud uváděn v mapách, je jím označena i zdejší zastávka pardubické městské autobusové dopravy.

## Galerie

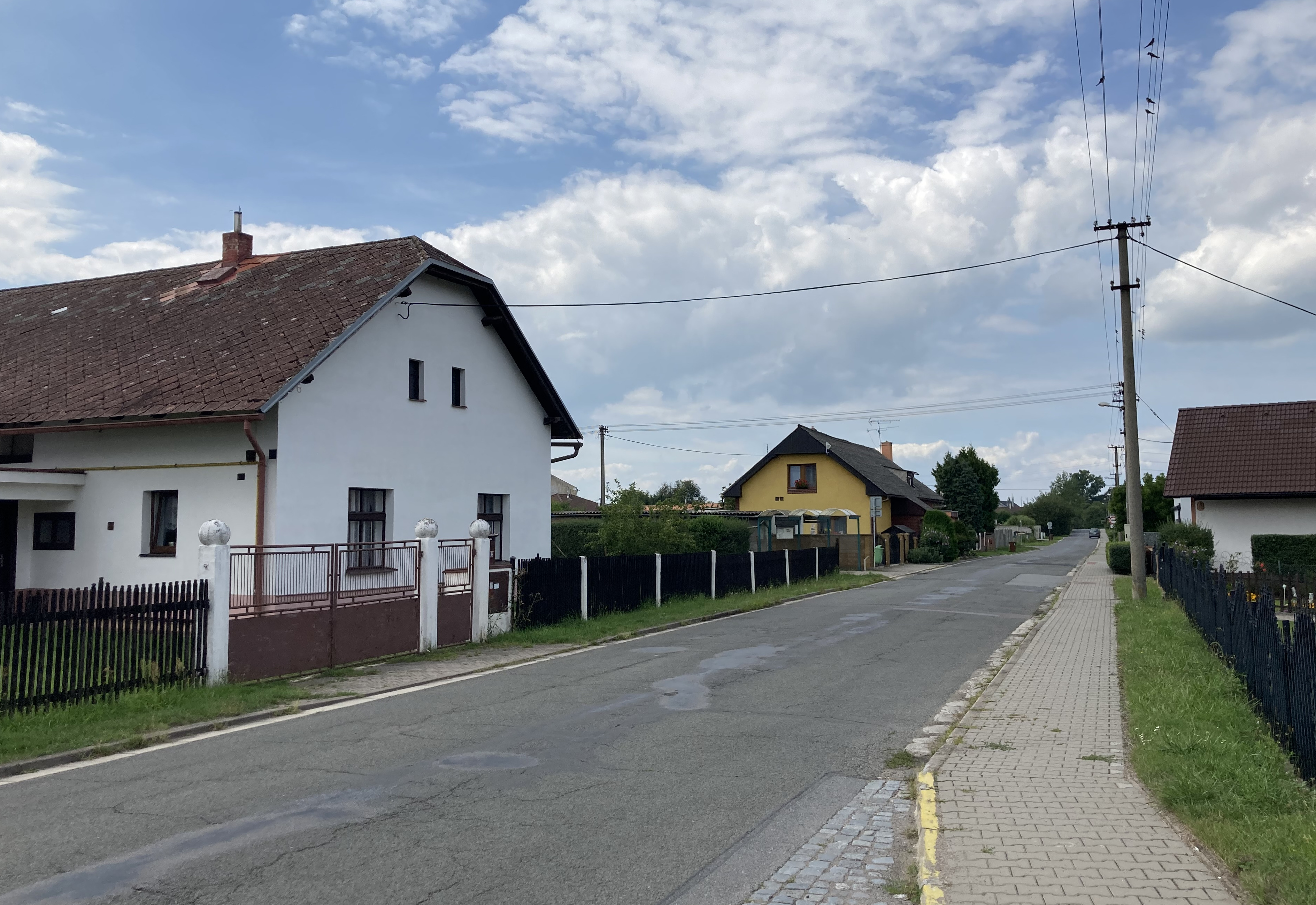
Krchleby čp. 36, 33, 3
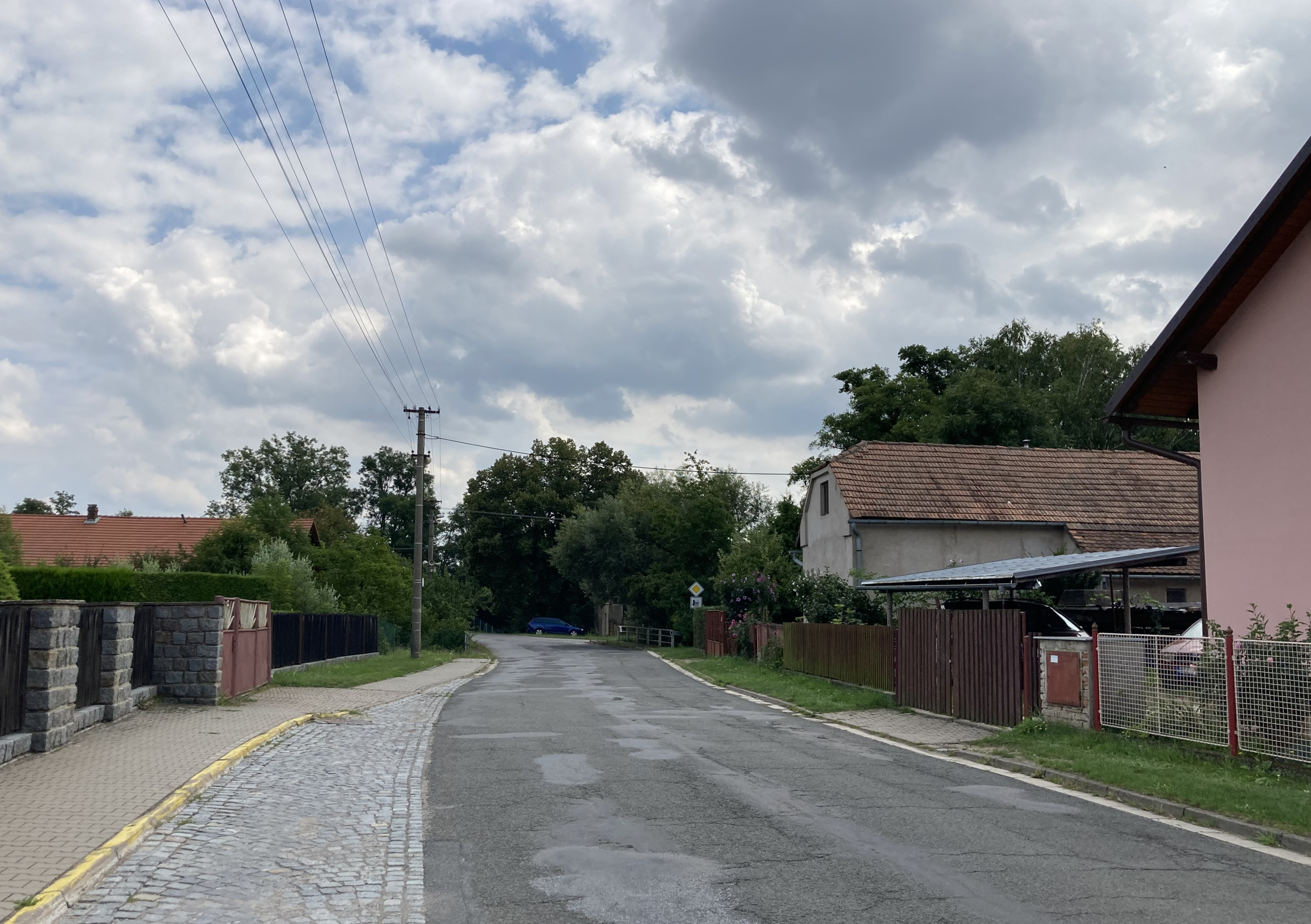
Krchleby čp. 41, 101, 2